# Eleothreptus
Eleothreptus es un género de aves caprimulgiformes de la familia Caprimulgidae que agrupa a dos especies nativas de América del Sur, cuyas áreas de distribución se encuentran en el centro sur oriental del continente, desde el centro sur de Brasil hasta el centro este de Argentina. A sus miembros se les conoce por el nombre común de chotacabras y también atajaminos.

## Etimología
El nombre genérico femenino «Eleothreptus» se compone de las palabras del griego «helos» que significa ‘pantano’, y «trephō» que significa ‘que prospera’.

## Características
Los chotacabras de este género miden entre 18 y 22 cm de longitud, de colores predominantes grisáceo parduzco con blanco en las alas y/o en la cola. Habitan en pastizales naturales húmedos y secos con árboles y arbustos dispersos del cerrado y del monte, entre otros. Son aves nocturnas que se alimentan casi integralmente de insectos, que cazan en vuelo al anochecer.

## Taxonomía
El género originalmente propuesto para la especie E. anomalus por John Gould en 1838, en la misma descripción de la especie, fue Amblypterus, pero se encontraba pre-ocupado por Amblypterus Agassiz, 1833, un género de peces fósiles, por lo cual fue propuesto un género substituto Eleothreptus por George Robert Gray en 1840.
Por mucho tiempo la especie E. candicans estuvo situada en el género Caprimulgus, hasta que varios estudios filogenéticos demostraron cabalmente que estaba hermanada con la especie E. anomalus, por lo que fue transferida al presente género. Este cambio taxonómico fue aprobado en la Propuesta No 522 al Comité de Clasificación de Sudamérica (SACC). Algunos de esos estudios sugieren que el género Eleothreptus está embutido dentro de un género Hydropsalis ampliado; sin embargo, estudios más recientes, de 2023, refuerzan el mantenimiento de ambas especies en el presente género, con base en la singularidad de las características morfológicas y la peculiaridad de su comportamiento en comparación a otros géneros. Adicionalmente, los estudios convergen en encontrar que el presente género es hermano de Systellura.

## Especies
De acuerdo a las clasificaciones del Congreso Ornitológico Internacional (IOC) y Clements Checklist/eBird, el género agrupa a las siguientes especies con el respectivo nombre popular de acuerdo con la Sociedad Española de Ornitología (SEO):
| Imagen | Nombre científico      | Autor           | Nombre común          | Estado de conservación | Distribución |
| ------ | ---------------------- | --------------- | --------------------- | ---------------------- | ------------ |
|        | Eleothreptus anomalus  | (Gould, 1838)   | chotacabras pantanero | VU                     |              |
|        | Eleothreptus candicans | (Pelzeln, 1867) | chotacabras aliblanco | VU                     |              |